# Liste der olympischen Medaillengewinner aus Tonga
Das Tonga Sports Association and National Olympic Committee wurde 1984 vom Internationalen Olympischen Komitee aufgenommen.

## Medaillenbilanz
Bislang konnte ein tongaischer Sportler eine olympische Medaille erringen (1 × Silber).
| Tonga bei den Olympischen Sommerspielen                                        | Tonga bei den Olympischen Sommerspielen | Tonga bei den Olympischen Sommerspielen | Tonga bei den Olympischen Sommerspielen | Tonga bei den Olympischen Sommerspielen | Tonga bei den Olympischen Sommerspielen |      | Tonga bei den Olympischen Winterspielen | Tonga bei den Olympischen Winterspielen | Tonga bei den Olympischen Winterspielen | Tonga bei den Olympischen Winterspielen | Tonga bei den Olympischen Winterspielen | Tonga bei den Olympischen Winterspielen |
| Jahr                                                                           | Gold                                    | Silber                                  | Bronze                                  | Gesamt                                  | Rang                                    | Jahr | Gold                                    | Silber                                  | Bronze                                  | Gesamt                                  | Rang                                    |                                         |
| 1984                                                                           | 0                                       | 0                                       | 0                                       | 0                                       |                                         |      | 1984                                    | –                                       | –                                       | –                                       | –                                       | –                                       |
| 1988                                                                           | 0                                       | 0                                       | 0                                       | 0                                       |                                         |      | 1988                                    | –                                       | –                                       | –                                       | –                                       | –                                       |
| 1992                                                                           | 0                                       | 0                                       | 0                                       | 0                                       |                                         |      | 1992                                    | –                                       | –                                       | –                                       | –                                       | –                                       |
| 1996                                                                           | 0                                       | 1                                       | 0                                       | 1                                       | 61                                      |      | 1994                                    | –                                       | –                                       | –                                       | –                                       | –                                       |
| 2000                                                                           | 0                                       | 0                                       | 0                                       | 0                                       |                                         |      | 1998                                    | –                                       | –                                       | –                                       | –                                       | –                                       |
| 2004                                                                           | 0                                       | 0                                       | 0                                       | 0                                       |                                         |      | 2002                                    | –                                       | –                                       | –                                       | –                                       | –                                       |
| 2008                                                                           | 0                                       | 0                                       | 0                                       | 0                                       |                                         |      | 2006                                    | –                                       | –                                       | –                                       | –                                       | –                                       |
| 2012                                                                           | 0                                       | 0                                       | 0                                       | 0                                       |                                         |      | 2010                                    | –                                       | –                                       | –                                       | –                                       | –                                       |
| 2016                                                                           | 0                                       | 0                                       | 0                                       | 0                                       |                                         |      | 2014                                    | 0                                       | 0                                       | 0                                       | 0                                       |                                         |
| 2020                                                                           | 0                                       | 0                                       | 0                                       | 0                                       |                                         |      | 2018                                    | 0                                       | 0                                       | 0                                       | 0                                       |                                         |
| 2024                                                                           | 0                                       | 0                                       | 0                                       | 0                                       |                                         |      | 2022                                    | –                                       | –                                       | –                                       | –                                       | –                                       |
| Gesamt                                                                         | 0                                       | 1                                       | 0                                       | 1                                       |                                         |      | Gesamt                                  | 0                                       | 0                                       | 0                                       | 0                                       |                                         |
| \| \| Gold \| Silber \| Bronze \| Gesamt \| \| Ges. S+W \| 0 \| 1 \| 0 \| 1 \| |                                         |                                         |                                         |                                         |                                         |      |                                         |                                         |                                         |                                         |                                         |                                         |
|                                                                                | Gold                                    | Silber                                  | Bronze                                  | Gesamt                                  |                                         |      |                                         |                                         |                                         |                                         |                                         |                                         |
| Ges. S+W                                                                       | 0                                       | 1                                       | 0                                       | 1                                       |                                         |      |                                         |                                         |                                         |                                         |                                         |                                         |

## Medaillengewinner
| Name           | Sportart | Jahr / Disziplin                                         | Gold | Silber | Bronze | Gesamt |
| -------------- | -------- | -------------------------------------------------------- | ---- | ------ | ------ | ------ |
| Paea Wolfgramm | Boxen    | 1996 in Atlanta: Superschwergewicht (über 91 kg), Männer | 0    | 1      | 0      | 1      |